# Ludovico Piavi
Mons. Ludovico Piavi, O.F.M. (17. března 1833, Ravenna – 24. ledna 1905, Jeruzalém) byl italský římskokatolický biskup, který byl patriarchou Latinského patriarchátu jeruzalémského.